# Theodor Schöffler
Theodor Schöffler, (Lipcse, 1877. január 15. – 1903. március 19.) német labdarúgó, sportvezető, atléta, edző.

## Pályafutása
Schöffler 1877-ben született Lipcsében, 1895-ben a Lipcsei Egyetem Jogtudományi Karán tanult jogot, mellette pedig a Lipcsei Tornaklub (Leipzig ATV) egyik labdarúgója volt.
Hamar észrevette, hogy a klubnál inkább más sportágak kerültek a figyelem középpontjába, ezért 1896. május 13-án létrehozta a VfB Leipzig labdarúgó szakosztályát, ahol játékosként, edzőként és elnökként több tisztséget is betöltött a klubnál.
1896-tól 1898-ig vezette a Verbands Leipziger Ballspiel-Vereine (VLBV) egyesületét, alapító tagja volt, többedmagával az 1900. január 28-án megalakult Német labdarúgó-szövetségnek (DFB), valamint részt vállalt a december 26-án előkészített első bajnokság terveinek elkészítésében.
1897. szeptember 5-én a lipcsei maraton előfutáraként emlegetett Distanzlaufen über 40 km 18 versenyzőjéből elsőként ért célba 3 óra 35 perces eredménnyel. Sikere ösztökélte a futás népszerűsítését klubjánál, melyet egy önálló atlétika szakosztállyal bővített.
Schöffler kitartó munkájának eredménye nagyban járult hozzá ahhoz, hogy a VfB Leipzig a századfordulón Közép-Németország vezető klubjává nőtte ki magát. Az első ízben létrehozott országos bajnokságában is dominált csapata, azonban első bajnoki címét már nem érhette meg, mivel néhány héttel a sorozat befejezése előtt, a német labdarúgás egyik úttörője váratlanul elhunyt.

## Sikerei, díjai
- Distanzlaufen über 40 km hosszútávfutó verseny győztese: (1897. szeptember 5.)
- Közép-Német labdarúgókupa győztes: (1902–03)

## Fordítás
- Ez a szócikk részben vagy egészben  a   Theodor Schöffler című német Wikipédia-szócikk fordításán alapul.  Az eredeti cikk szerkesztőit annak laptörténete sorolja fel. Ez a jelzés csupán a megfogalmazás eredetét és a szerzői jogokat jelzi, nem szolgál a cikkben szereplő információk forrásmegjelöléseként.